# Башакшехир Фатих Терим
Башакшехир Фатих Терим(тур. Başakşehir Fatih Terim Stadyumu) — футбольный стадион на северо-западе Стамбула в районе Башакшехир, является домашней ареной футбольного клуба Истанбул Башакшехир.

## История
Стадион был постороен по проекту женщины-архитектора Аримы Мимарлик; его открытие состоялось 26 июля 2014 года. Стадион получил название в честь турецкого футболиста и самого титулованного тренера в истории Турции Фатиха Терима.
Стадион является домашней ареной для клуба Истанбул Башакшехир; его вместимость составляет 17 319 мест.